# Silje Solberg-Østhassel
Silje Margaretha Solberg-Østhassel (Bærum, 1990. június 16. –) olimpiai, világ- és Európa-bajnok norvég válogatott kézilabdázó, kapus. Jelenleg nincs klubja, miután a Vipers Kristiansand csődött jelentett.

## Pályafutása

### klubcsapatokban
Silje Solberg első klubcsapata a Helset volt, onnan igazolt 2007-ben a Stabæk együtteséhez, ahol bemutatkozhatott a norvég élvonalban és ahol együtt játszhatott ikertestvérével is. 2014-ben a dán Team Tvis Holstebro csapatához igazolt, akikkel 2015-ben EHF-kupát, 2016-ban pedig Kupagyőztesek Európa-kupáját nyert. 
2016 nyarán Franciaországba igazolt, az Issy-Paris Hand játékosaként folytatta pályafutását. Két szezont töltött a klub kötelékében, 2017-ben kupadöntőt játszott a csapattal a szezon végén.  
A 2018-2019-es szezont megelőzően a magyar élvonalbeli Siófok KC szerződtette. EHF-kupát nyert a Balaton-parti csapattal, valamint 3. helyen végzett a magyar bajnokságban. 2020 nyarától a Győri Audi ETO játékosa lett, ahol három plussz egy éves szerződést írt alá. 2023. december 20-án bejelentették, hogy Solberg a szezon végén távozik Győrből.

### A válogatottban
2010-ben junior-világbajnok volt a norvég korosztályos csapattal.
A norvég válogatottban 2011. március 27-én Oroszország ellen mutatkozott be. Az előzetes keretbe ugyan bekerült, de a 2011-es világbajnokságra utazó keretben még nem kapott helyet. Részt vett a 2012-es Európa-bajnokságon és a 2013-as világbajnokságon is. Az előbbi torna döntőjében Montenegrótól szenvedett vereséget a norvég csapat.
A 2014-es magyarországi Európa-bajnokságon Kari Aalvik Grimsbø sérülése után ő lett a norvégok első számú kapusa, amit nagyszerű teljesítménnyel hálált meg, valamint aranyérmet nyert és megválasztották a torna legjobb kapusának. Egy évvel később világbajnokságot, 2016-ban pedig újabb Európa-bajnokságot nyert a válogatottal. A 2017-es női kézilabda-világbajnokságon ezüstérmes lett a döntőt a franciák ellen elvesztő norvégokkal, igaz a csapathoz csak a torna későbbi szakaszában csatlakozott, miután Þórir Hergeirsson szövetségi kapitány sérülések miatt utólagosan behívta a keretbe.
A 2020-as dániai  Európa-bajnokság kezdetéről - amit egyébként megnyert a norvég csapat - koronavírus-fertőzése miatt maradt le, de a torna későbbi szakaszában már csatlakozhatott a norvég kerethez. 2021-ben második világbajnoki címét nyerte. Az 1 évvel elhalasztott tokiói olimpia végén bronzérmét ünnepelhetett a válogatottal. A 2022-es Európa-bajnokságon negyedik aranyérmét szerezte meg. A 2023-as világbajnokságra utólagosan hívta be a szövetségi kapitány, miután Solberg a szülés után állt edzésbe. A torna végén a döntőben Franciaországtól kikapva ezüstérmes lett a válogatott. 

## Sikerei, díjai
- Női Junior Európa-bajnokság:
  - Győztes: 2009
- Junior világbajnokság:
  - Győztes: 2010
- Olimpiai játékok:
  - Bronzérmes: 2020
- Világbajnokság:
  - Győztes: 2015, 2021
  - Ezüstérmes: 2017, 2023
- Európa-bajnokság:
  - Győztes: 2014, 2016, 2020, 2022
  - Döntős: 2012
- Norvég kupa:
  - Döntős: 2011, 2012
- EHF-kupa:
  - Győztes: 2019
- Magyar Kupa:
  - Győztes: 2021
  - Ezüstérmes: 2022, 2023, 2024
- Magyar Kézilabda-Bajnokság:
  - Győztes: 2022, 2023
  - Ezüstérmes: 2021, 2024
- EHF-Bajnokok Ligája:
  - Győztes: 2024
  - Ezüstérmes: 2022
  - Bronzérmes: 2021, 2023

## Egyéni elismerései
- A Primo Tours Ligaen (Norvég bajnokság) legjobb kapusaː 2015-2016[16]
- Az Európa-bajnokság legjobb kapusa: 2014
- A Postenligaen (Norvég másodosztály) legjobb kapusaː 2013-2014

## Magánélete
Ikertestvére Sanna Solberg-Isaksen világ-és Európa-bajnok kézilabdázó, balszélső, a dán Team Esbjerg játékosa. Édesanyjuk svéd, édesapjuk a norvég Stein Erik Solberg.
2022-ben feleségül ment addigi párjához, Lars Østhasselhez. 2023 februárjában jelentették be, hogy első gyermeküket várják. 2023. augusztus 9-én született meg lánya, Emma. 2025. március 26-án bejelentette, hogy második gyermekét várja.